# Perfect Saviors
Perfect Saviors è il quinto album in studio del collettivo post-hardcore americano The Armed, pubblicato il 25 agosto 2023.
Il 14 giugno 2023, The Armed ha twittato la foto di un cartellone pubblicitario con una didascalia contenente la data del 27 giugno 2023. Il cartellone conteneva un'artwork raffigurante il logo della band e Iggy Pop, che sembrava suggerire una pubblicazione collaborativa tra i due.  Questa pubblicazione collaborativa si è poi rivelata essere il primo singolo dell'album, Sport of Form, con Iggy Pop che interpreta Dio nel video musicale di accompagnamento. Insieme all'uscita della canzone, è stato annunciato il titolo dell'album, "Perfect Saviors", con data di uscita il 25 agosto 2023 attraverso Sargent House.
Il secondo singolo era Everything's Glitter ed è stato pubblicato il 18 luglio 2023.

## Tracce
1. Sport of Measure – 2:46
2. FKA World – 3:10
3. Clone" – 3:02
4. Modern Vanity – 3:49
5. Everything's Glitter – 3:51
6. Burned Mind – 4:12
7. Sport of Form – 3:27
8. Patient Mind – 2:35
9. Vatican Under Construction – 3:33
10. Liar 2 – 3:01
11. In Heaven – 3:24
12. Public Grieving – 4:58